# Stazione di Valmontone
La stazione di Valmontone è ubicata lungo la linea ferroviaria Roma-Napoli via Cassino ed è servita dalla linea regionale FL6. Ha assunto di importanza nel corso degli anni, in seguito alla chiusura, avvenuta nel 1957, della ferrovia Velletri-Segni, che serviva la località vicina di Artena, tramite la stazione di Artena-Valmontone. È situata a ridosso del centro storico, nei pressi della via Casilina.
La gestione degli impianti è affidata a Rete Ferroviaria Italiana società del gruppo Ferrovie dello Stato, che classifica la stazione nella categoria "Silver".

## Storia
La stazione fu aperta nel 1892, a servizio della località di Valmontone, in occasione dell'attivazione della variante da Ciampino a Segni della ferrovia Roma-Napoli, il cui tracciato originario passava per Velletri.

## Movimento
La stazione di Valmontone è punto di fermata dei treni della linea regionale FL6, che collega Roma con Frosinone e Cassino.

## Servizi
La stazione dispone di:
- Biglietteria automatica
- Sala d'attesa
- Bar